# Атасу (Байдалибійський сільський округ)
Атасу́ (каз. Атасу) — село у складі Жанааркинського району Улитауської області Казахстану. Адміністративний центр Байдали-бійського сільського округу.
Населення — 846 осіб (2021; 887 у 2009, 1018 у 1999, 1239 у 1989).
Національний склад станом на 1989 рік:
- казахи — 100 %.